# Hydroksymetylofurfural
Hydroksymetylofurfural (HMF) – organiczny związek chemiczny z grupy aldehydów i alkoholi o szkielecie furanu, hydroksymetylowa pochodna furfuralu, substancja zapachowa. Można go otrzymać z wysoką wydajnością (także na skalę przemysłową) w wyniku kwasowej hydrolizy fruktozy (lub hydrolizatów inuliny) oraz glukozy i hydrolizatów celulozy.

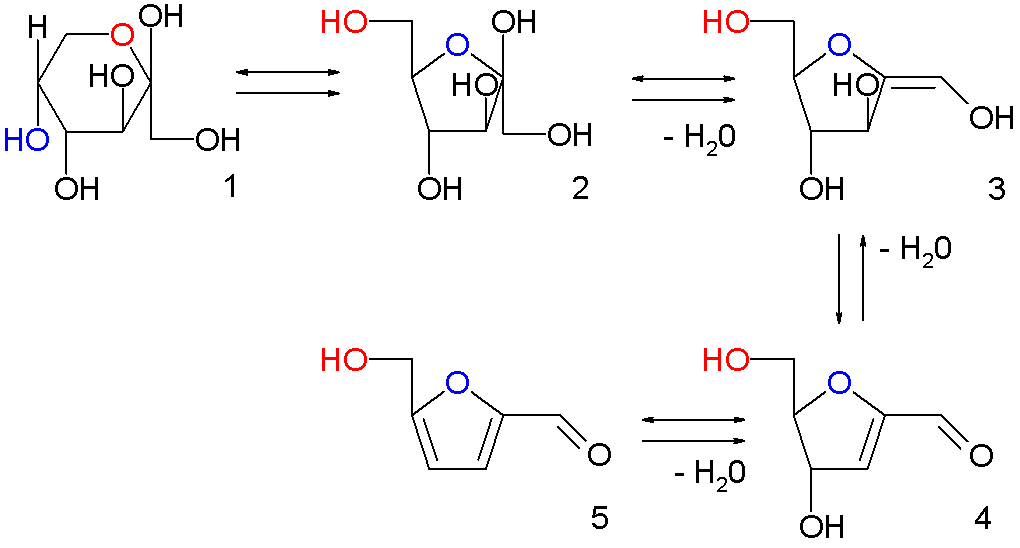
Powstawanie HMF w wyniku dehydratacji fruktozy.
Legenda: 1: fruktopiranoza; 2: fruktofuranoza; 3 i 4: produkty częściowej dehydratacji fruktozy; 5: hydroksymetylofurfural (HMF)

Powstaje też jako jeden z produktów reakcji Maillarda oraz jako końcowy produkt rozpadu witaminy C.

## Wpływ na zdrowie
Wpływ HMF na zdrowie jest niejednoznaczny. Z jednej strony jest on substancją cytotoksyczną, mutagenną i kancerogenną, z drugiej zaś wykazuje wiele pozytywnych właściwości, np. przeciwutleniające, przeciwalergiczne, przeciwzapalne; wpływa korzystnie na anemię sierpowatą i przeciwdziała niedotlenieniu.

## Występowanie
Jest obecny w produktach spożywczych zawierających cukier i poddanych obróbce cieplnej, m.in. w miodzie, płatkach śniadaniowych, pieczywie, nabiale i sokach owocowych. Jego ilość w miodzie wzrasta podczas przechowywania oraz podgrzewania. Podgrzewanie miodu w celu jego dekrystalizacji powinno przeprowadzać się na łaźniach wodnych w celu uniknięcia lokalnego przegrzania. Z podobnego powodu korzystne jest stosowanie do grzania kuchenek mikrofalowych; ponadto energia promieniowania mikrofalowego stosowanego w kuchenkach przekształcana jest głównie w energię termiczną cząsteczek wody, a nie cząsteczek cukrów. Zawartość HMF w miodach jest oznaczana jako wskaźnik ich jakości. Załącznik II dyrektywy Rady 2001/110/WE określa kryteria składu miodu, w tym zawartość HMF, która nie powinna przekraczać poziomu 40 mg/kg (z wyjątkiem miodu piekarniczego) lub 80 mg/kg w miodzie deklarowanym jako pochodzący z regionu tropikalnego. Stężenie HMF w miodzie jest jednym z ważniejszych parametrów laboratoryjnej analizy miodu.

## Zastosowanie
Jest prekursorem wielu dwufunkcyjnych pochodnych furfuralu, z których można otrzymywać różnego typu poliestry i inne polimery, a także paliwo do silników Diesla.